# Luz de Tavira
Luz de Tavira era una freguesia portuguesa del municipio de Tavira, distrito de Faro.

## Historia
Fue elevada a villa (vila, en portugués) el 12 de julio de 2001.
Fue suprimida el 28 de enero de 2013, en aplicación de una resolución de la Asamblea de la República portuguesa promulgada el 16 de enero de 2013 al unirse con la freguesia de Santo Estêvão, formando la nueva freguesia de Luz de Tavira e Santo Estêvão.

## Patrimonio
- Conjunto de la Igreja y Rossio da Luz de Tavira
- Estación arqueológica romana de Luz de Tavira o Ciudad romana de Balsa